# Coupe d'Afrique des nations junior 1999
Navigation
1997 2001
La 11e édition de la Coupe d'Afrique des nations junior s'est déroulée au Ghana du 21 février au 7 mars 1999. Elle est remportée par le pays-hôte.

## Qualifications
Le Ghana est qualifié automatiquement en tant que pays hôte. Les autres pays participent aux qualifications constituées d'un tour préliminaires et deux autres tours, sous forme de matchs aller-retour.
Huit équipes participent à la phase finale :
- Angola
- Cameroun
- Ghana (hôte)
- Guinée
- Malawi
- Mali
- Nigeria
- Zambie

## Phases de groupes

### Groupe A
| Rang | Équipe   | Pts | J | G | N | P | Bp | Bc | Diff |
| ---- | -------- | --- | - | - | - | - | -- | -- | ---- |
| 1    | Ghana    | 7   | 3 | 2 | 1 | 0 | 7  | 1  | +6   |
| 2    | Cameroun | 5   | 3 | 1 | 2 | 0 | 3  | 2  | +1   |
| 3    | Mali     | 4   | 3 | 1 | 1 | 1 | 4  | 3  | +1   |
| 4    | Angola   | 0   | 3 | 0 | 0 | 3 | 1  | 9  | -8   |

| 21 février 1999 | Ghana. | 1 - 0 | Mali |  |  |
|                 |        |       |      |  |  |

| 21 février 1999 | Angola | 0 - 1 | Cameroun |  |  |
|                 |        |       |          |  |  |

| 24 février 1999 | Mali | 1 - 1 | Cameroun |  |  |
|                 |      |       |          |  |  |

| 24 février 1999 | Angola | 0 - 5 | Ghana |  |  |
|                 |        |       |       |  |  |

| 27 février 1999 | Mali | 3 - 1 | Angola |  |  |
|                 |      |       |        |  |  |

| 27 février 1999 | Cameroun | 1 - 1 | Ghana |  |  |
|                 |          |       |       |  |  |

### Groupe B
| Rang | Équipe  | Pts | J | G | N | P | Bp | Bc | Diff |
| ---- | ------- | --- | - | - | - | - | -- | -- | ---- |
| 1    | Nigeria | 7   | 3 | 2 | 1 | 0 | 9  | 3  | +6   |
| 2    | Zambie  | 7   | 3 | 2 | 1 | 0 | 7  | 2  | +5   |
| 3    | Guinée  | 3   | 3 | 1 | 0 | 2 | 8  | 12 | -4   |
| 4    | Malawi  | 0   | 3 | 0 | 0 | 3 | 2  | 9  | -7   |

| 22 février 1999 | Zambie | 1 - 0 | Malawi |  |  |
|                 |        |       |        |  |  |

| 22 février 1999 | Guinée | 3 - 4 | Nigeria |  |  |
|                 |        |       |         |  |  |

| 25 février 1999 | Malawi | 0 - 5 | Nigeria |  |  |
|                 |        |       |         |  |  |

| 25 février 1999 | Guinée | 2 - 6 | Zambie |  |  |
|                 |        |       |        |  |  |

| 28 février 1999 | Malawi | 2 - 3 | Guinée |  |  |
|                 |        |       |        |  |  |

| 28 février 1999 | Nigeria | 0 - 0 | Zambie |  |  |
|                 |         |       |        |  |  |

## Phases final

### Cinquième place
| 3 mars 1999 | Mali | 4 - 1 | Guinée |  |  |
|             |      |       |        |  |  |

### Demi-finales
| 4 mars 1999 | Ghana | 3 - 1 | Zambie |  |  |
|             |       |       |        |  |  |

| 4 mars 1999 | Nigeria | 2 - 1 | Cameroun |  |  |
|             |         |       |          |  |  |

### Troisième place
| 7 mars 1999 | Cameroun | 2 - 1 | Zambie |  |  |
|             |          |       |        |  |  |

### Finale
| 7 mars 1999 | Ghana        | 1 - 0 | Nigeria |                             |                             |
|             | Kingston 40e |       |         | Arbitrage : Mohamed Guezzaz | Arbitrage : Mohamed Guezzaz |

## Résultat
| CAN 1999 Junior Vainqueur |
| ------------------------- |
| Ghana 2e titre            |

### Qualification pour le Championnat du monde junior
Les quatre équipes les plus performantes sont qualifiées pour la Coupe du monde des moins de 20 ans 1999 :
- Cameroun
- Zambie
- Ghana
- Nigeria

Le Nigeria pays hôte de la Coupe du monde de football des moins de 20 ans 1999, est qualifié d'office, le Mali cinquième de la can se voie prendre une place pour la coupe du monde. 
- Mali